# Melodica

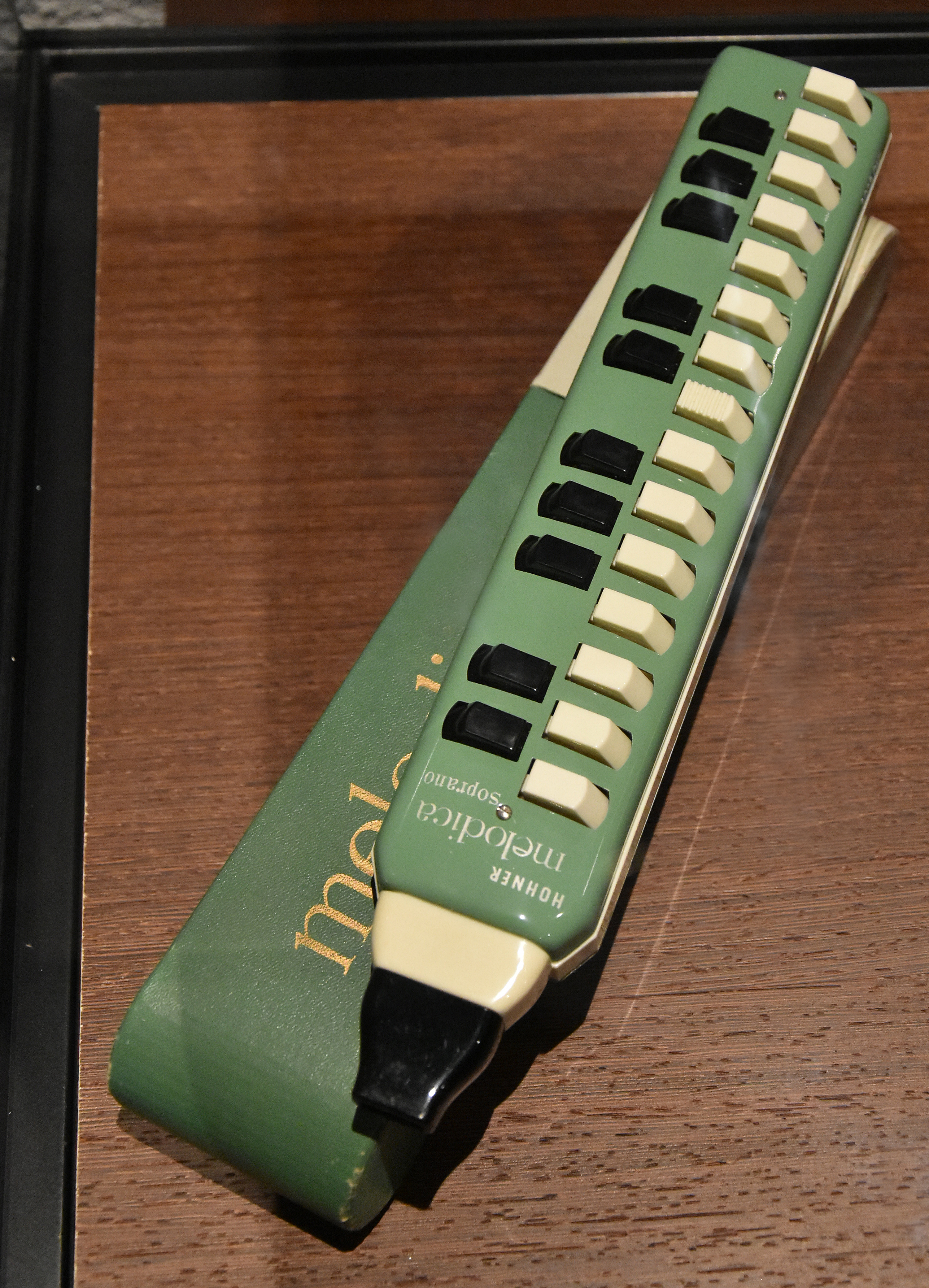
Hohner melodica soprano in het Muziekinstrumentenmuseum (Brussel)

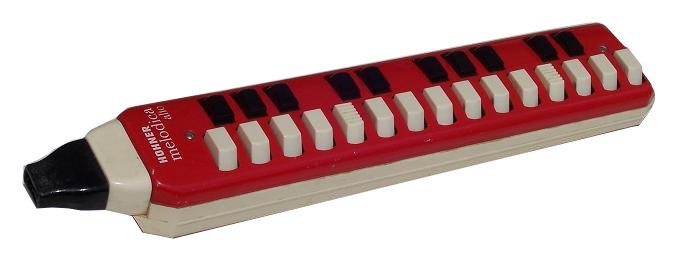
Hohner-melodica alto

Een melodica is een toetsinstrument dat gerekend wordt tot de aerofonen. Het is een van de weinige polyfone blaasinstrumenten. In de volksmond wordt het instrument ook wel ‘pianofluit’ genoemd. 
Het geluid wordt geproduceerd door op een mondstuk te blazen en tegelijkertijd een of meer toetsen in te drukken. Een afgesloten ruimte komt dan onder druk te staan. Door het indrukken van een toets wordt de ruimte geopend en ontsnapt de lucht via een tongetje. Dit tongetje gaat trillen en geeft een toon.
Een bekende fabrikant van dit instrument is het Duitse Hohner, dat het instrument vanaf de jaren vijftig bouwt en dat ook de handelsrechten op de naam heeft. Hun Melodica Soprano (groen) en Alto (rood; zie afbeelding) zijn de twee bekendste melodica's. De bijzondere klavieren zijn kenmerkend voor deze modellen: de zwarte toetsen zitten apart waardoor die meestal met de linkerhand worden bediend.
De melodica wordt gebruikt om kinderen de grondbeginselen van het musiceren bij te brengen. Het is daarnaast een belangrijk muziekinstrument binnen de reggae, vooral dankzij enkele invloedrijke platen van Augustus Pablo. Ook binnen de jazz wordt de melodica gebruikt, bijvoorbeeld door Hermeto Pascoal en Mike Boddé. Het instrument wordt ook door popmusici bespeeld. Zo is het te horen in bepaalde nummers van Supertramp en New Order. In de top 40 hit van Diggy Dex wordt in de interlude tevens een melodica gebruikt.
Het orkest Romanesca gebruikt de Melodion in de zigeunermuziek en de Musette. Reggae-artiest Augustus Pablo is tevens bekend met het gebruik van dit instrument.

## Galerij

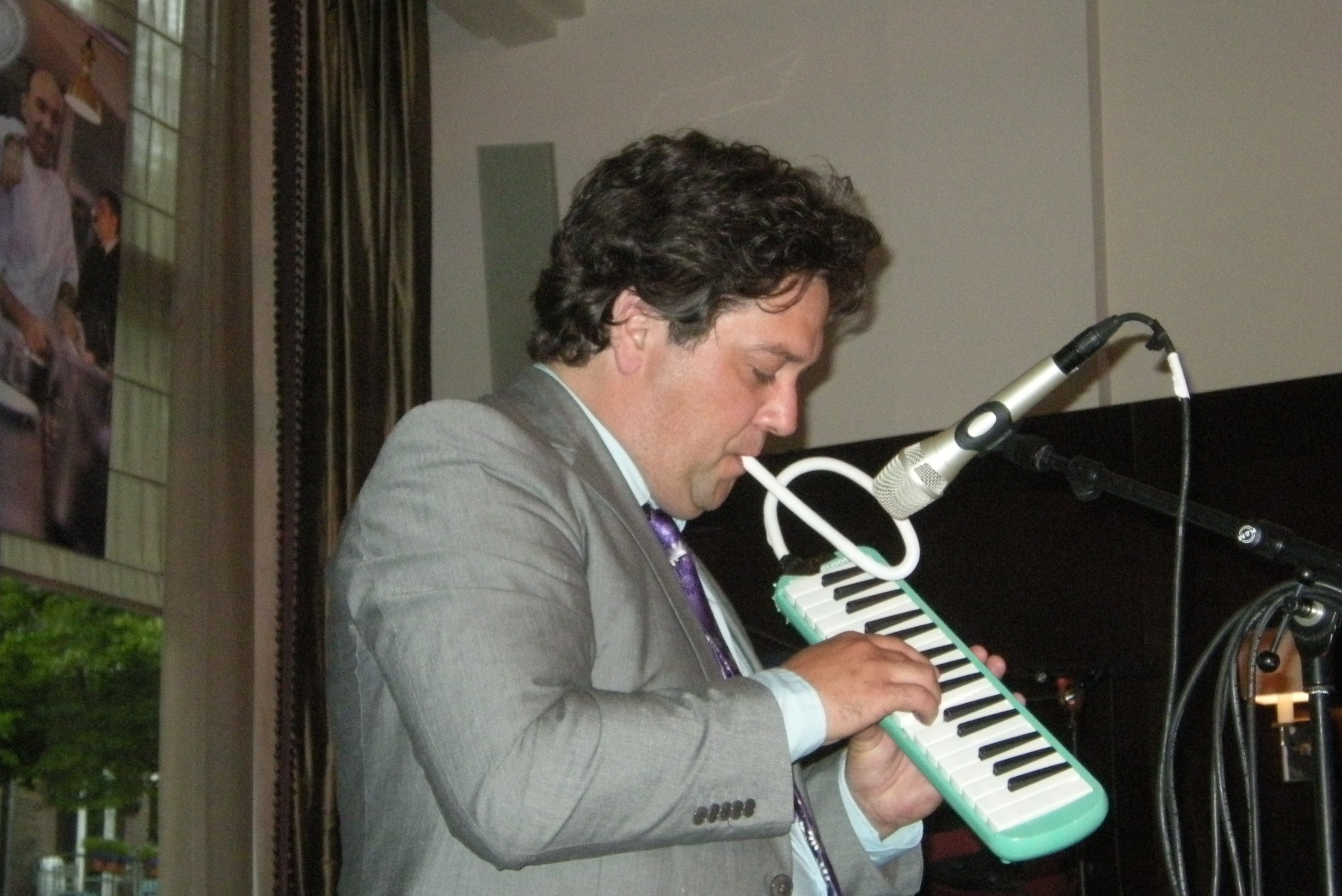
Mike Boddé speelt op de melodica
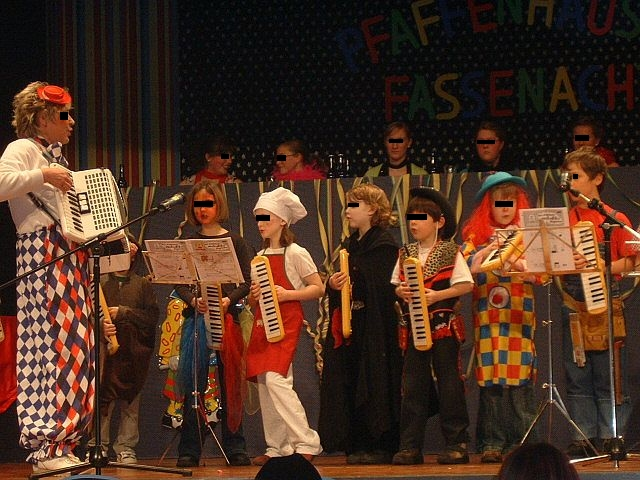
Kinderorkest met melodica's